# Jean Balladur
Jean Balladur (* 11. Mai 1924 in Smyrna, Türkei; † 15. Juni 2002 in Paris) war ein französischer Architekt.

## Leben
Jean Balladur begann seine Studien am Pasteur-Gymnasium in Neuilly-sur-Seine. Nachdem er am Lycée Condorcet die Vorbereitungsklasse in Philosophie besucht hatte, wo Jean-Paul Sartre zu seinen Lehrern zählte, wandte sich Jean Balladur der Architektur zu und studierte an der École nationale des Beaux-Arts in Paris. 
Neben seinem größten architektonischen Projekt La Grande-Motte koordinierte er später auch die Errichtung des Port Camargue. Er galt als Vertrauter Charles de Gaulles und Georges Pompidous, welche ihn mit der Umsetzung beauftragten. 
Jean Balladur wurde 1999 als Nachfolger von André Remondet im Bereich Architektur in die Académie des Beaux-Arts gewählt.
Jean Balladur ist ein Cousin Édouard Balladurs.

## La Grande Motte
Sein größtes städtebauliches Projekt stellt der Badeort La Grande-Motte dar, der während der sechziger und siebziger Jahre errichtet wurde. Das bekannteste Element des architektonisch harmonisch in die Natur gesetzte Konzepts, welches als Pilotprojekt zur touristischen Erschließung der Region Languedoc-Roussillon diente, sind wohl die pyramidenähnlichen Gebäude, welche aus der Inspiration einer Mexikoreise entstanden. Geleitet vom mystischen Bild der Gärten Babylons, entwarf Jean Balladur die Gebäude terrassenförmig und versah sie mit einem Sonnen- und Windschutz, wie sie die italienischen Architekten der Renaissance bevorzugten.